# Puntland
Puntland, oficial statul Puntland Somalia, este un stat membru federal în nord-estul Somaliei. Centrat în orașul Garoowe din provincia Nugal, liderii săi au declarat teritoriul stat autonom în Somalia în 1998.